# Kronan (vinkällare)

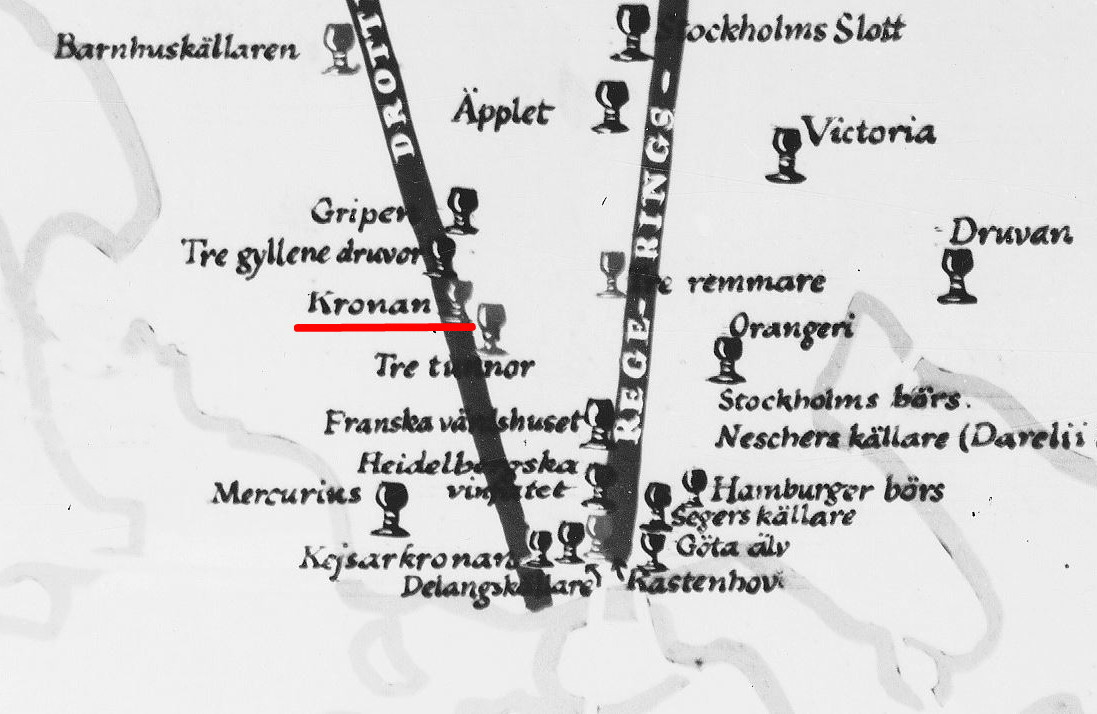
Kända värdshus i norra Stockholm, 1600- till 1700-tal ("Krona" markerad)

Kronan var en vinkällare i kvarteret Sporren Drottninggatan / Mäster Samuelsgatan på Norrmalm i Stockholm. Kronan var en av Stockholms kända utskänkningsställen på 1600-talet och existerade fram till 1740-talet. På platsen står Bredenbergs varuhus sedan 1930-talets mitt. 

## Historik
Kronan drevs av Petter Olofsson Thurin (kort Petter Thurin) vilken fick burskap i Stockholm 1670. Tydligen var han en betrodd person som åtminstone 1680 satt i kyrkorådet för Klara församling där han var skriven. Han bodde med sin familj i bryggaren Oluf Anderssons gård i kvarteret Adam och Eva. Troligen låg Thurins källare Kronan där eller möjligtvis i grannkvarteret Sporren, hörnet Drottninggatan / Mäster Samuelsgatan. Han avled 1701 och efterlämnade hustru och två barn.
Det fanns även en källare Kronan vid Stora Nygatan 21 i kvarteret Ulysses som drevs på 1760-talet av mästerkocken Gabriel Orm i det så kallade Loheska huset.